# Verdrag van Spiers (1209)
Het Verdrag van Spiers werd getekend in 1209 in Speyer door keizer Otto IV van het Heilige Roomse Rijk.
Dit verdrag kwam er naar aanleiding van een verzoek van paus Innocentius III voor een kruistocht tegen de katharen (of Albigenzen) in Zuid-Frankrijk. Door het verdrag kon keizer Otto IV afstand doen van het Concordaat van Worms en zijn autoriteit uitroepen over de pauselijke gebieden in Italië, waaronder het koninkrijk Sicilië.